# Pont de Wanxian
Le pont de Wanxian (chinois simplifié : 万县长江大桥 ; chinois traditionnel : 萬縣長江大橋 ; pinyin : Wànxiàn Chángjiāng dàqiáo ; litt. « pont de Wanxian sur le Yangtsé ») est un pont en arc en béton armé, franchissant le fleuve Yangzi Jiang à Wanzhou, dans la municipalité de Chongqing, en Chine.
Ouvert à la circulation en 1997, son arc présente une portée de  420 mètres, faisant de cet ouvrage le plus grand au monde dans sa catégorie, les ponts en arc en béton, devant le pont de Krk en Croatie, achevé en 1980 avec une travée principale de  390 mètres.

## Descriptif général
Il s’agit d’un pont en arc à tablier supérieur d’une portée libre de 420 mètres, mesurée entre extrémités de la corde inférieure de l’arc.
Le principe d’un pont en arc a été retenu pour éviter de recourir à des fondations profondes et des piles de grande hauteur. Diverses solutions ont été étudiées avec des longueurs des travées différentes : pont suspendu, pont en arc en acier, pont à poutre en béton précontraint, pont à haubans et pont en arc en béton précontraint. Ce sont des considérations économiques ainsi que les dispositions du lieu qui ont conduit à retenir la solution en arc, même s'il s’agissait de franchir un nouveau cap technologique.
L’axe de l'arc est une courbe de type chaînette présentant un ratio hauteur/portée de 1/5. En coupe l'arc est constitué d’un caisson de 7 m de haut et 16 m de large, et dont l’épaisseur des plateaux supérieur et inférieur est de 40 cm. Un arc tubulaire en acier rempli de béton (CFST), pesant 2 160 t, a servi de squelette rigide à l’ossature. Il a été conçu principalement pour soutenir le poids de la voûte en béton pendant la construction. Les tubes ont été remplis avec du béton hautes performances C60 présentant une résistance ultime de 60 MPa.
L’ossature métallique du caisson de l’arc est constituée de cinq cadres espacés de 3,8 m les uns des autres, de 6,45 m de hauteur et 15,2 m de largeur. Les tubes longitudinaux de précontrainte sont en acier sans soudure de 16 mm d'épaisseur et 402 mm de diamètre. Un contreventement constitué de membrures métalliques diagonales et verticales vient rigidifier le tout.

## Construction
Pour un arc d’une telle portée, si la méthode traditionnelle d’assemblage par encorbellement avait été utilisée, il aurait été nécessaire d’utiliser des grues de levage de grande capacité et le nombre d'unités de préfabrication aurait très élevé. En outre, un important dispositif d’appuis temporaires aurait été nécessaire pour maintenir l'équilibre et la stabilité de l’ouvrage en cours de construction. Il en aurait résulté un coût prohibitif.
Pour cette raison, il a été retenu, en complément de la méthode de construction par encorbellement, la mise en place d’un cadre en treillis tubulaire. Celui-ci joue le double rôle de cintre et d’armature principale. Après achèvement du cadre treillis en tubes d'acier, du béton est pompé dans les tubes en acier pour accroître la capacité du cadre. Le cadre treillis est ensuite recouvert par du béton pour constituer une section achevée de l’arc. Les pilettes de support du tablier, les éléments du tympan et le tablier du pont sont ensuite construits.
Cette méthode de construction conduit à un poids réduit et un faible nombre d’équipements et de main d’œuvre.
Chaque arc en acier tubulaire a été divisée longitudinalement en 36 sections à 12,9 m de longueur en axe et pesant 60 t. Toutes les sections ont été fabriquées et assemblées dans un chantier naval à environ 200 km en amont du pont puis acheminés sur le site. L'arc a été érigé principalement à l’aide d’une grue à câble avec l'aide d’appuis temporaires disposés au droit des extrémités des arcs.
Le pont a été mis en service en juin 1997.

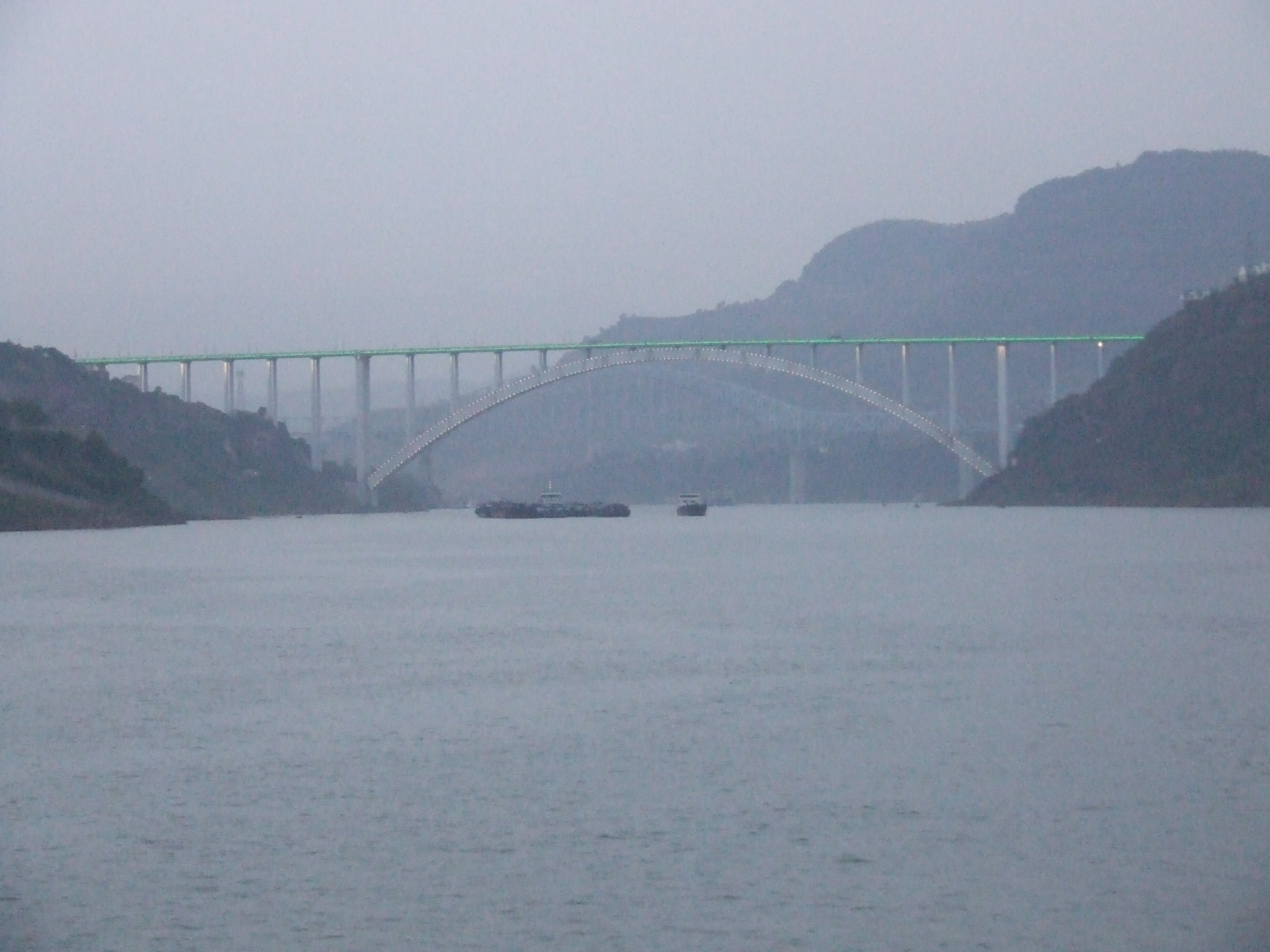
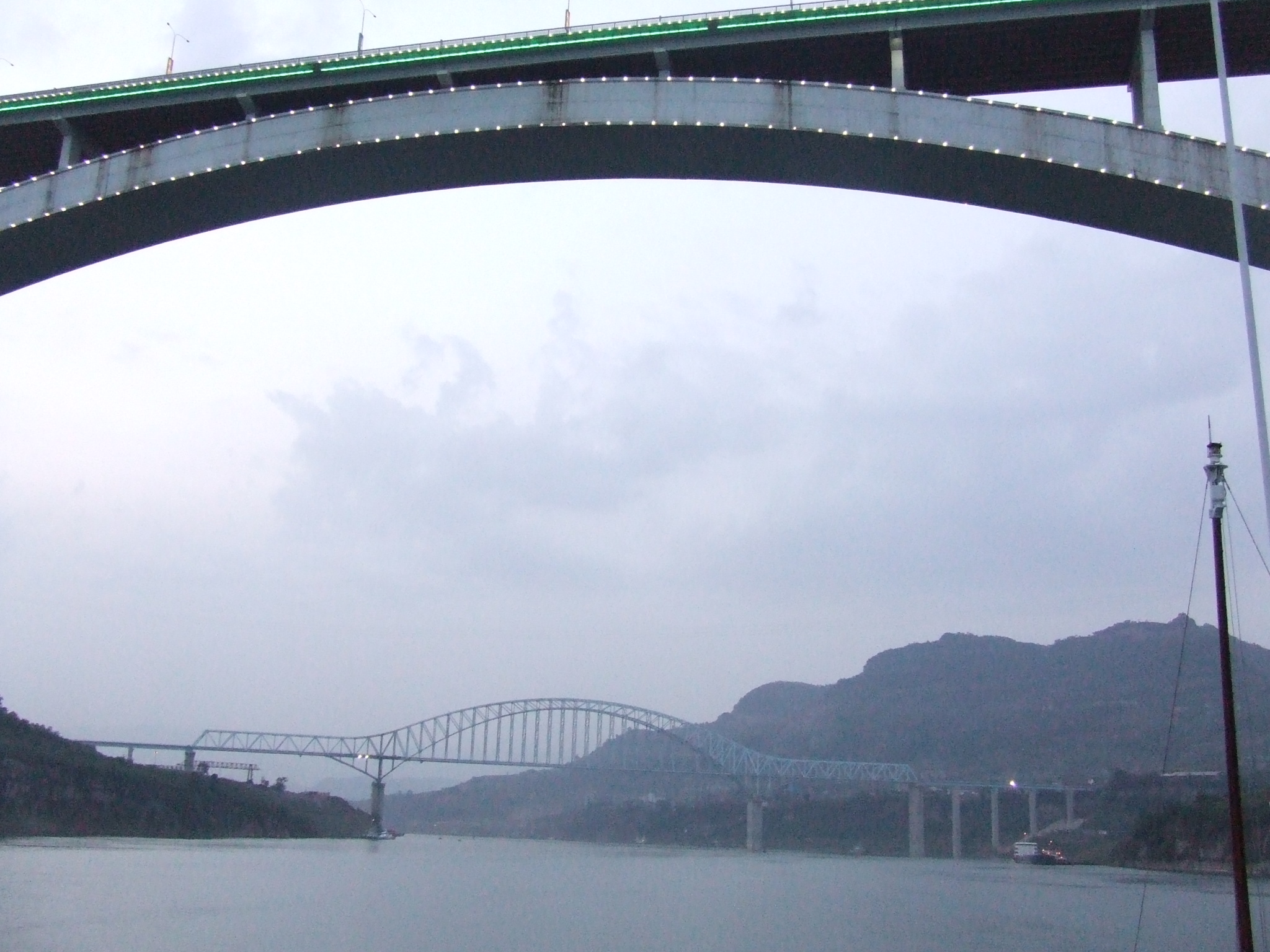